# Rogersville (Missouri)
Rogersville è un comune degli Stati Uniti d'America, situato nello Stato del Missouri, diviso tra la contea di Webster e la contea di Greene.